# Солёные марши

Солёные марши во время отливов и приливов: среднего отлива, прилива и очень высокого прилива (весеннего половодья).

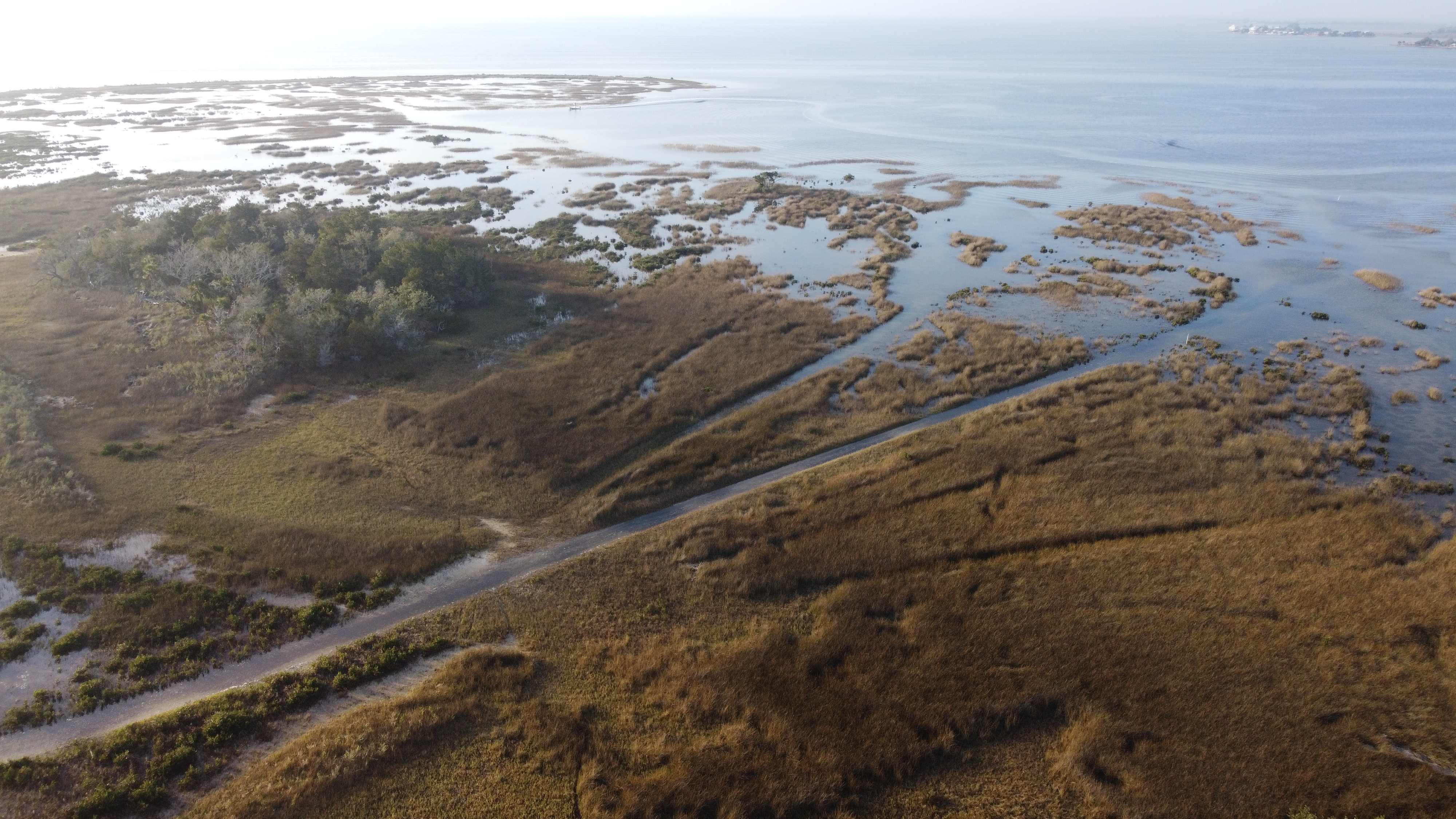
Прибрежное солончак в Перри, Флорида, США.

Солёный марш, также известный как прибрежный солончак или прибрежный марш — прибрежная экосистема, приливное болото, в верхней прибрежной приливной зоне между сушей и открытой солёной или солоноватой водой, которая регулярно затопляется приливами. Здесь преобладают густые заросли галофитных (солеустойчивых) растений, таких, как травы или невысокие кустарники. Эти растения имеют наземное происхождение и необходимы для устойчивости болота при улавливании и связывании наносов. Солёные марши играют большую роль в водных пищевых сетях и доставке питательных веществ в прибрежные воды. Они также поддерживают наземных животных и обеспечивают защиту побережья.
Понятие марша неоднозначно в различных языках и странах. Солёный марш — это частный случай марша, «солончаковый луг на аллювиальных отложениях на берегу солёного водоёма, где уровень воды подвержен колебанию, часто вследствие прилива».
Исторически солёные марши подвергались угрозе из-за плохо реализованных методов управления прибрежными зонами, когда земли использовались для нужд человека или загрязнялись сельским хозяйством, расположенным вверх по течению, или другими промышленными прибрежными видами использования. Кроме того, повышение уровня моря, вызванное изменением климата, ставит под угрозу другие болота из-за эрозии и затопления болот, которые в противном случае были бы приливными. Однако недавнее признание как экологами, так и обществом в целом важности солёных маршей для биоразнообразия, экологической продуктивности и других экосистемных услуг, таких как связывание углерода, привело к увеличению масштабов восстановления и управления солёных маршей с 1980-х годов.

## Основная информация

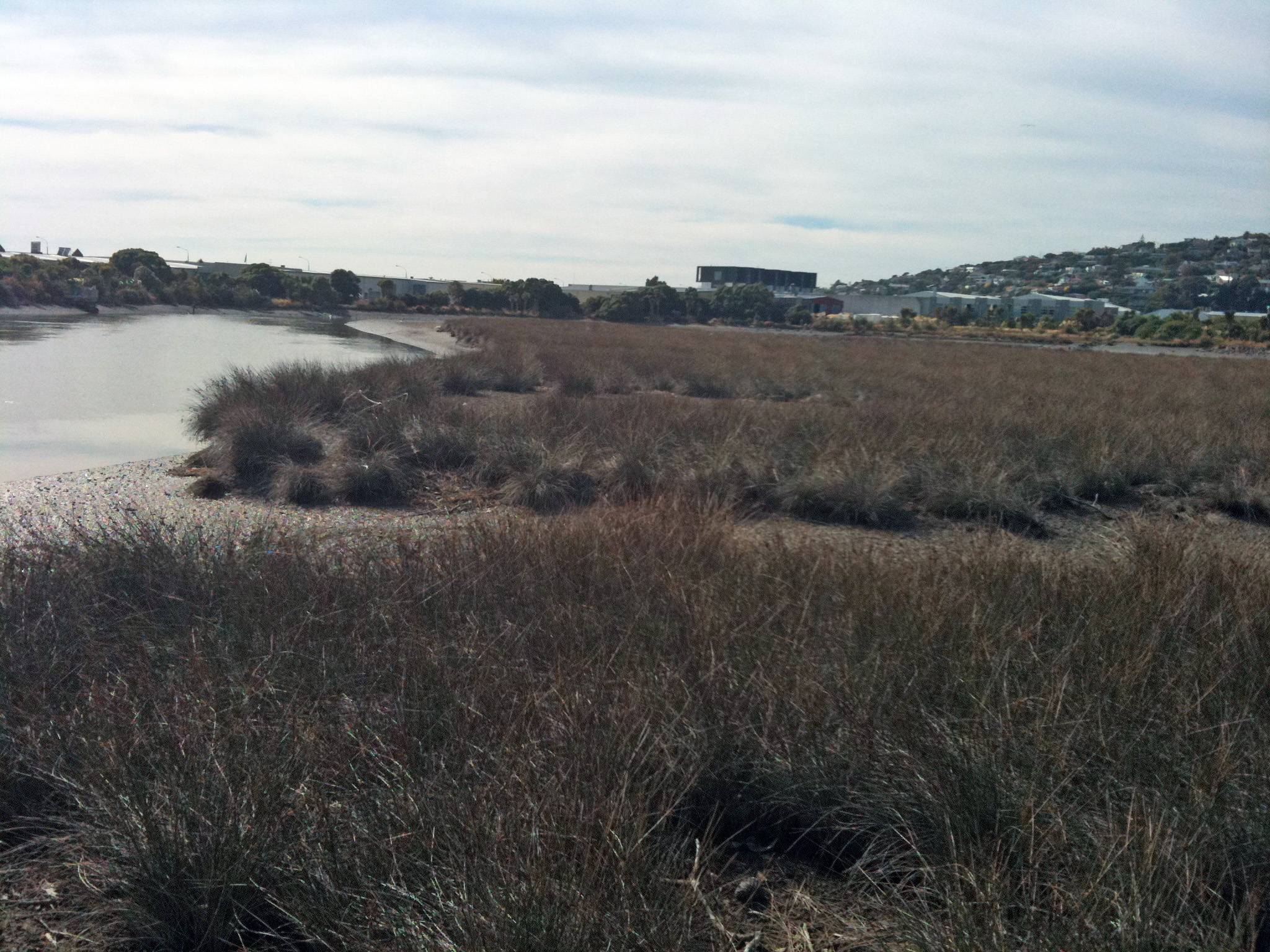
Устьевое солёный марш вдоль реки Опавахо/Хиткот, Крайстчерч, Новая Зеландия.

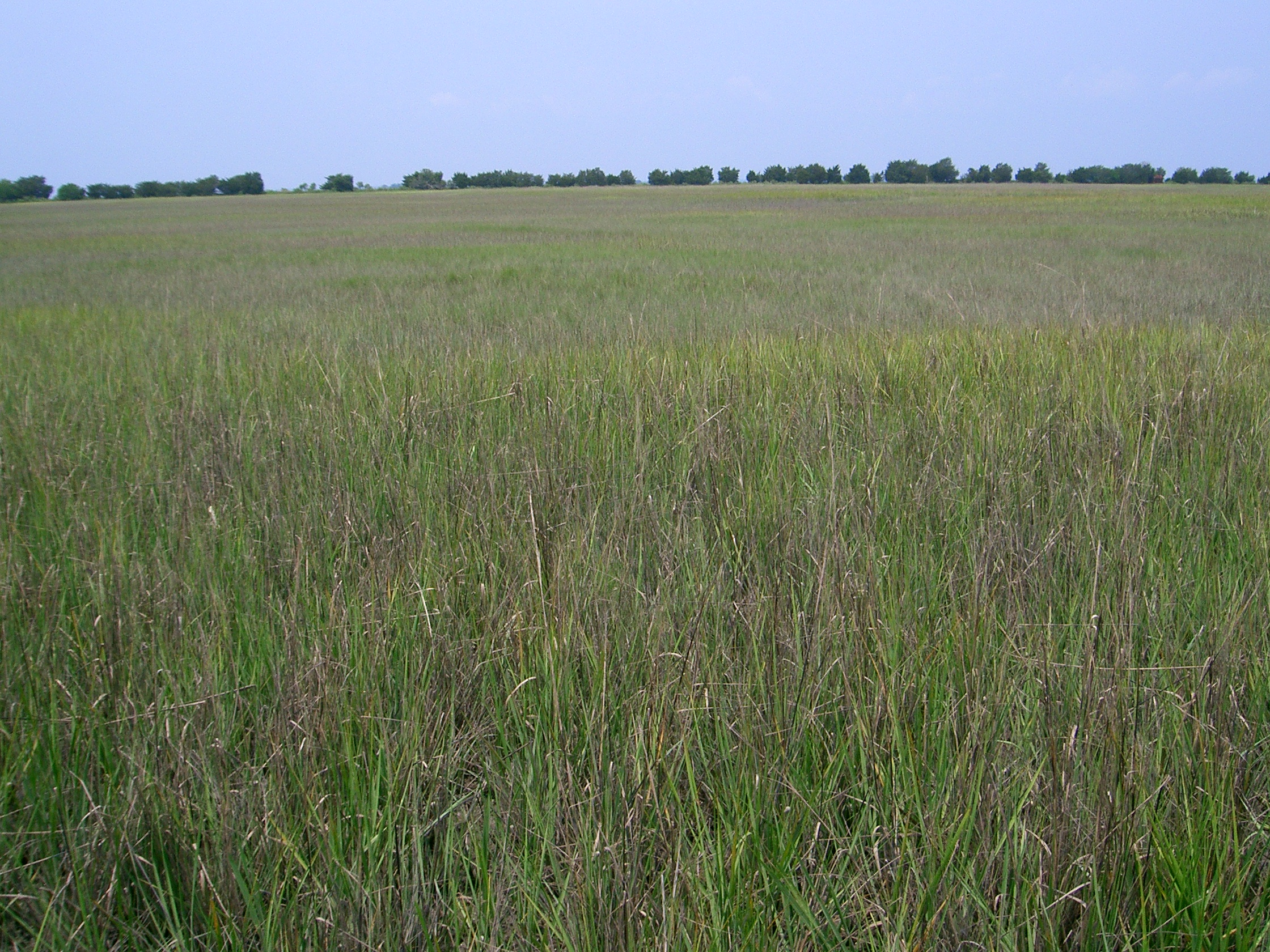
Солёный марш на острове Сапело, Джорджия, США.

Солёные марши встречаются на низкоэнергетических береговых линиях в умеренных и высоких широтах, которые могут быть стабильными, всплывающими или погружающимися в зависимости от того, превышает ли уровень отложений относительное повышение уровня моря, равно ему или ниже относительного повышения уровня моря (скорость опускания плюс изменение уровня моря), соответственно. Обычно эти береговые линии состоят из илистых или песчаных отмелей (известных также как ватты), которые питаются отложениями впадающих рек и ручьев. К ним обычно относятся защищенные места, такие как насыпи, устья рек и подветренная сторона барьерных островов и кос. В тропиках и субтропиках их заменяют мангровые заросли —территории, отличающаяся от солёного марша тем, что вместо травянистых растений в них преобладают солеустойчивые деревья.
Большинство солёных маршей имеют низкий рельеф с невысокими высотами, но обширную территорию, что делает их чрезвычайно популярными среди населения. Солёные марши расположены среди различных форм рельефа в зависимости от их физических и геоморфологических условий. К таким формам болотного рельефа относятся дельтовые болота, устьевые болота, заграждения, открытые берега, заливы и болота в затопленных долинах. Дельтовые болота связаны с крупными реками, многие из которых встречаются в Южной Европе, например, Камарг во Франции в дельте Роны или дельта Эбро в Испании. Они также широко распространены в реках дельты Миссисипи в США. В Новой Зеландии большинство солончаков расположено в верховьях эстуариев, в районах с небольшим волновым воздействием и высоким уровнем осадков. Такие болота расположены в региональном парке Ауиту в Окленде, в устье Манавату и в устье Эйвон-Хиткот/Ихутай в Крайстчерче. Забарьерные болота чувствительны к изменению формы барьеров, со стороны суши, от которых они образовались. Они распространены вдоль большей части восточного побережья США и Фризских островов. Большие, неглубокие прибрежные заливы могут содержать солёные марши, например, залив Моркам и Портсмут в Великобритании и залив Фанди в Северной Америке.
Солёные марши иногда включаются в лагуны, и разница не очень заметна. Например, Венецианская лагуна в Италии состоит из таких видов животных и/или живых организмов, принадлежащих к этой экосистеме. Они оказывают большое влияние на биоразнообразие региона. Экология солёных маршей включает в себя сложные пищевые сети, которые включают первичных продуцентов (сосудистые растения, макроводоросли, диатомовые водоросли, эпифиты и фитопланктон), первичных потребителей (зоопланктон, макрозоа, моллюски, насекомые) и вторичных потребителей.
Низкая физическая энергия и высокая трава служат убежищем для животных. Многие морские рыбы используют солёные марши в качестве мест выращивания своих детенышей, прежде чем они переберутся в открытые воды. Птицы могут выращивать птенцов среди высокой травы, потому что болота обеспечивают как убежище от хищников, так и обильные источники пищи, включая рыбу, пойманную в водоемах, насекомых, моллюсков и червей.

## На карте мира
Солёные марши в 99 странах (по сути, во всем мире) были нанесены на карту Макоуэном и др. 2017 году. В общей сложности 5 495 089 гектаров нанесенных на карту солёных маршей в 43 странах и территориях представлены в шейп-файле многоугольника Географической информационной системы. Эта оценка находится на относительно нижнем уровне предыдущих оценок (2,2-40 млн га). Более позднее исследование консервативно оценило глобальную площадь солёных маршей в 90 800 км 2 (9 080 000 гектаров). Самые обширные солёные марши в мире находятся за пределами тропиков, в частности, на низменных, свободных ото льда побережьях, заливах и эстуариях Северной Атлантики, которые хорошо представлены в глобальном наборе полигональных данных.

## Формирование
Формирование солёного марша начинается, когда приливные отмели поднимаются над уровнем моря за счёт нарастания отложений, а затем скорость и продолжительность приливных наводнений уменьшаются, так что растительность может колонизировать открытую поверхность. Появление черенков пионерных видов, их семян или части корневищ сочетается с созданием подходящих условий для их прорастания и укоренения в процессе колонизации. Когда реки и ручьи достигают низкого уклона приливных отмелей, скорость стока уменьшается, и взвешенные осадки оседают на приливную плоскую поверхность, чему способствует эффект подпора прилива. Маты нитчатых сине-зелёных водорослей могут при контакте фиксировать частицы ила и глины на их липкой оболочке, что также может повысить эрозионную устойчивость отложений. Это способствует процессу нарастания отложений, позволяя колонизировать видами растений (например, виды Солерос (Salicornia). Эти виды сохраняют осадок, смываемый приливом вокруг своих стеблей и листьев, и образуют низкие илистые холмики, которые в конечном итоге сливаются, образуя террасы осадконакопления, росту которых вверх способствует подповерхностная сеть корней, связывающая осадки. Как только растительность установится на террасах осадконакопления, дальнейшее улавливание и аккреция наносов может привести к быстрому росту поверхности болота вверх, что приводит к быстрому уменьшению глубины и продолжительности приливных наводнений. В результате на этой территории могут обитать конкурентоспособные виды, предпочитающие возвышенности по отношению к уровню моря, и часто развивается смена растительных сообществ.

## Приливные наводнения и зонирование растительности

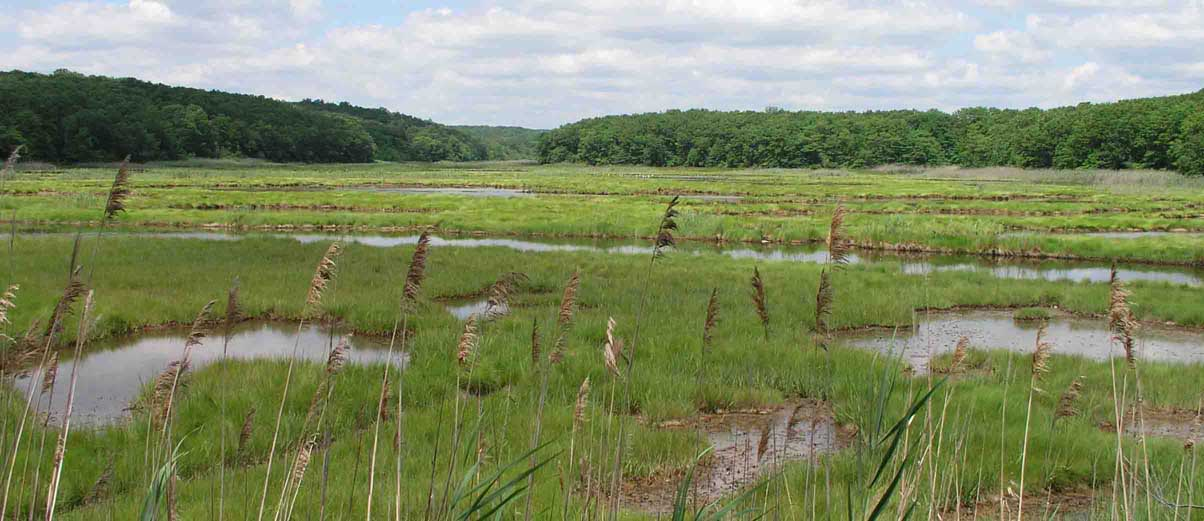
Атлантическое прибрежное солончак в Коннектикуте.

Прибрежные солёные марши можно отличить от наземных мест обитания по ежедневным приливным потокам, которые возникают и постоянно затопляют эту территорию. Это важный процесс доставки наносов, питательных веществ и воды для растений в болото. На возвышенностях в верхней болотной зоне приливный приток гораздо меньше, что приводит к более низким уровням солёности. Засоление почв в нижней болотной зоне довольно постоянное из-за ежедневных ежегодных приливов. Однако в верховьях болота проявляется изменчивость солёности в результате менее частых наводнений и изменений климата. Осадки могут снизить солёность, а суммарное испарение может увеличить её уровень в засушливые периоды. В результате возникают микроместа обитания, заселённые разными видами флоры и фауны в зависимости от их физиологических возможностей. Флора солёных маршей дифференцируется по уровням в зависимости от индивидуальной переносимости растений к солёности и уровню грунтовых вод. Растительность, встречающаяся у воды, должна быть способна выдерживать высокие концентрации соли, периодическое погружение в воду и определённое движение воды, в то время как растения, расположенные дальше вглубь суши, на болотах, иногда могут испытывать засушливые условия с низким содержанием питательных веществ. Было обнаружено, что верхние болотные зоны ограничивают виды из-за конкуренции и отсутствия защиты среды обитания, тогда как нижние болотные зоны определяются способностью растений переносить физиологические стрессы, такие как солёность, погружение в воду и низкий уровень кислорода.

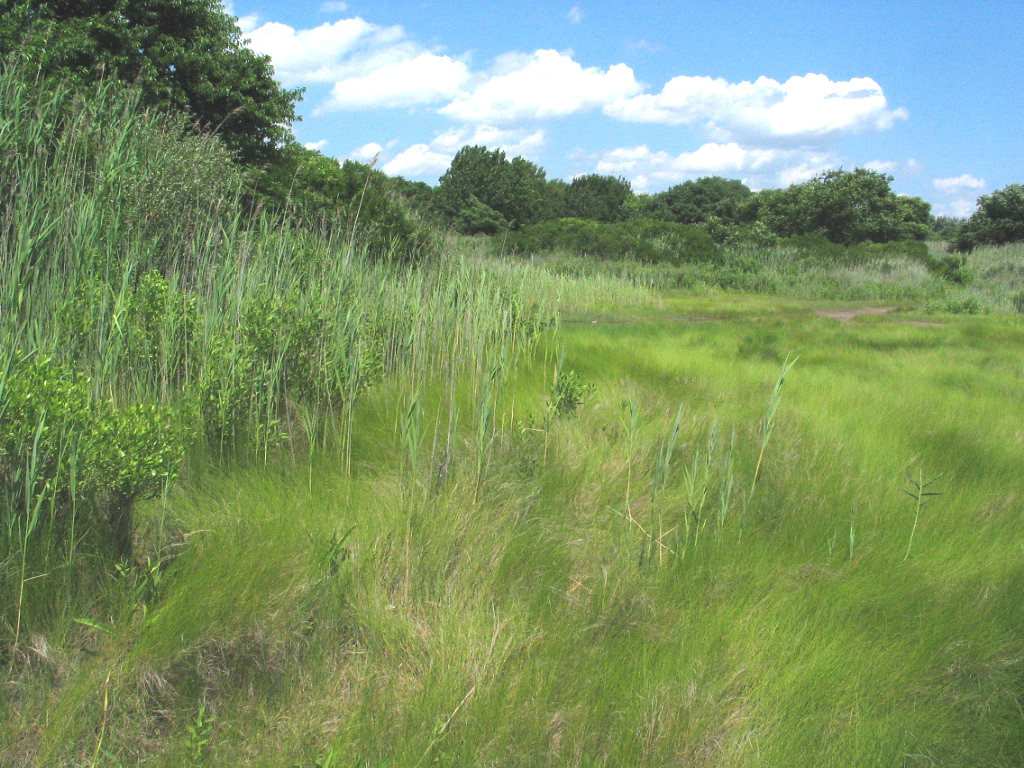
Высокое болото в природном центре Морского парка Солт-Марш в Бруклине, Нью-Йорк.

Солончаки Новой Англии подвержены сильному приливно-отливному влиянию и демонстрируют отчётливые закономерности зонирования. На низинных болотистых участках с сильным приливным разливом доминирует монокультура споратины, Spartina alterniflora, затем продвигаясь к суше, наблюдаются зоны травостоя Spartina patens, Juncus gerardii и кустарника Iva frutescens. Все эти виды имеют разную переносимость соли, поэтому разные зоны вдоль болота лучше всего подходят для разных видов.
Видовое разнообразие растений относительно невелико, поскольку флора должна быть толерантна к соли, полному или частичному погружению и бескислородному иловому субстрату. Наиболее распространенными растениями солончаков являются Salicornia spp. и Spartina spp., распространенные по всему миру. Зачастую они являются первыми растениями, поселившимися на илистой равнине и начавшими свое экологическое развитие в солёных маршах. Их побеги поднимают основной поток прилива над поверхностью грязи, а их корни распространяются в субстрат, стабилизируют липкую грязь и переносят в неё кислород, чтобы другие растения также могли прижиться. Такие растения, как кермек (виды Limonium), подорожники (виды Plantago), а также разнообразные осоки и камыши, растут после того, как на иле начинают расти пионерные виды.
Солончаки весьма фотосинтетически активны и являются чрезвычайно продуктивной средой обитания. Они служат хранилищами большого количества органического вещества и полны разложения, которое питает широкую пищевую цепь организмов от бактерий до млекопитающих. Многие из галофитных растений, например корда, вообще не поедаются высшими животными, а отмирают и разлагаются, становясь пищей для микроорганизмов, которые, в свою очередь, становятся пищей для рыб и птиц.

## Захват осадков, аккреция и роль приливных ручьев

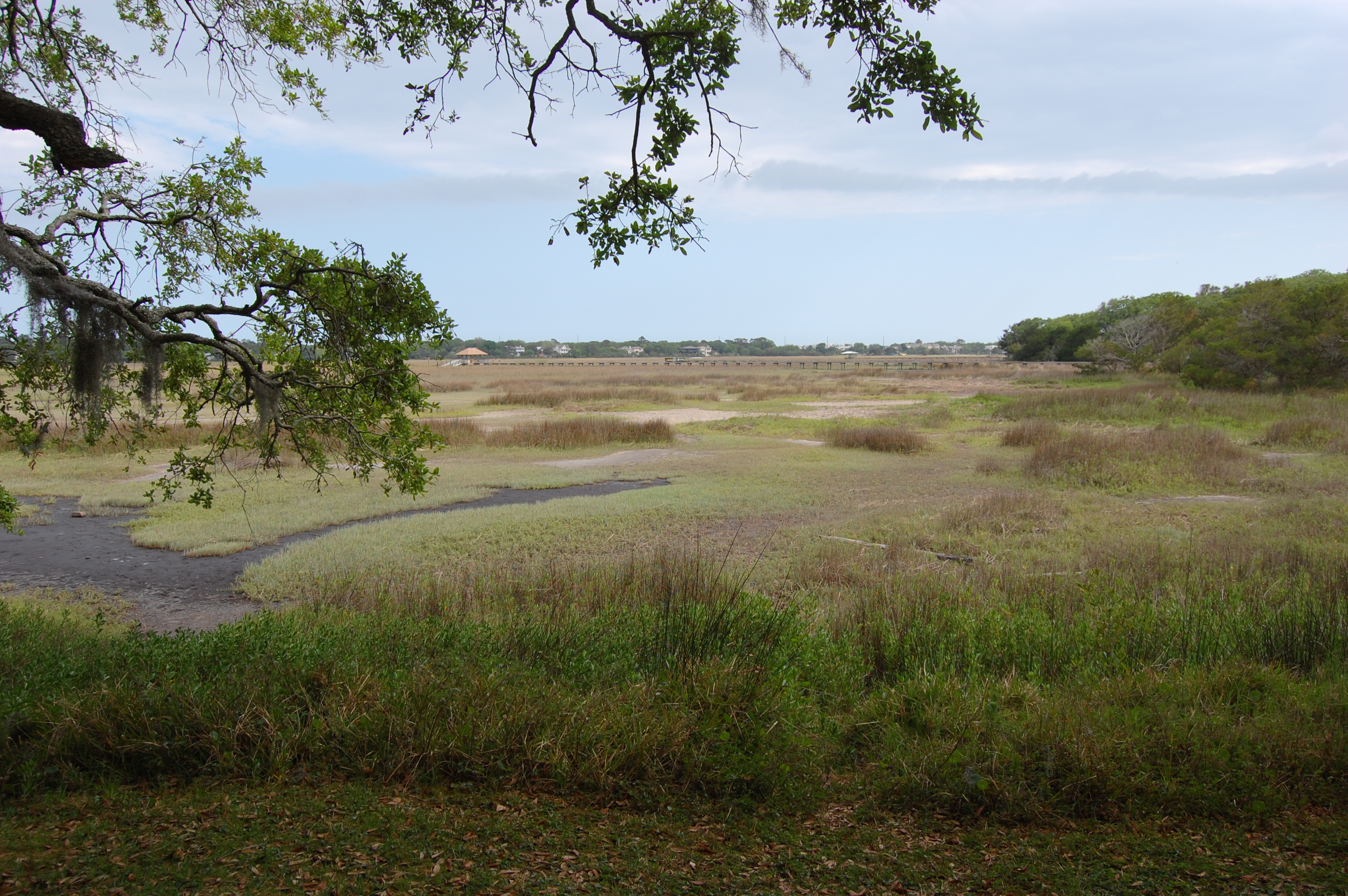
Кровавое болото в Джорджии, США.

Факторы и процессы, влияющие на скорость и пространственное распределение нарастания наносов в пределах солончака, многочисленны. Отложение отложений может происходить, когда болотные виды обеспечивают поверхность, к которой прилипают отложения, с последующим осаждением на поверхность болота, когда отложения отслаиваются во время отлива. Количество наносов, прилипших к видам солончаков, зависит от типа болотных видов, близости вида к источнику наносов, количества растительной биомассы и высоты над уровнем моря. Например, при исследовании приливных болот восточного острова Чонгмин и острова Цзюдуаньша в устье реки Янцзы, Китай, количество отложений, прилипших к видам Spartina alterniflora, Phragmites australis и Scirpus mariqueter, уменьшалось по мере удаления от самых высоких уровней. концентраций взвешенных отложений (обнаруженных на краю болота, граничащего с приливными ручьями или илистыми отмелями); снизился у тех видов, которые обитали на самых высоких высотах, где наблюдались наименьшая частота и глубина приливных наводнений; и увеличивалась с увеличением биомассы растений. Spartina alterniflora, к которой прилипло больше всего отложений, может составлять > 10 % от общего накопления отложений на поверхности болота в результате этого процесса.
Виды растений солёных маршей также способствуют накоплению отложений, уменьшая скорость течений и способствуя осаждению отложений из взвеси. Скорость течения может быть уменьшена, поскольку стебли высоких болотных видов вызывают гидравлическое сопротивление, что сводит к минимуму повторное взвешивание отложений и способствует осаждению. Было показано, что измеренные концентрации взвешенных отложений в толще воды уменьшаются от открытой воды или приливных ручьев, прилегающих к краю болота, к внутренней части болота, вероятно, в результате прямого осаждения в поверхность болота под влиянием болотного полога.
Затоплению и отложению наносов на поверхности маршей также способствуют приливные ручьи, которые являются общей чертой солёных маршей. Их типично дендритные и извилистые формы обеспечивают приливу возможности для подъёма и затопления поверхности болота, а также для отвода воды, и они могут способствовать отложению большего количества отложений, чем марши, граничащие с открытым океаном. Отложение наносов коррелирует с размером отложений: более крупные отложения будут откладываться на возвышенностях (ближе к ручью), чем более мелкие отложения (дальше от ручья). Размер отложений также часто коррелирует с конкретными микроэлементами металлов, и, таким образом, приливные ручьи могут влиять на распределение и концентрацию металлов в солёных маршах, что, в свою очередь, влияет на биоту. Однако солёным маршам не требуются приливные ручьи, чтобы облегчить поток наносов по их поверхности, хотя марши с такой морфологией, по-видимому, редко изучаются.
Важное значение имеет высотное расположение болотных видов; те виды, которые обитают на более низких высотах, испытывают более продолжительные и частые приливные наводнения и, следовательно, имеют возможность отложения большего количества наносов. Виды, обитающие на возвышенностях, могут извлечь выгоду из большей вероятности затопления во время самых высоких приливов, когда увеличенная глубина воды и поверхностные потоки болот могут проникать во внутреннюю часть болота.

## Антропогенное воздействие

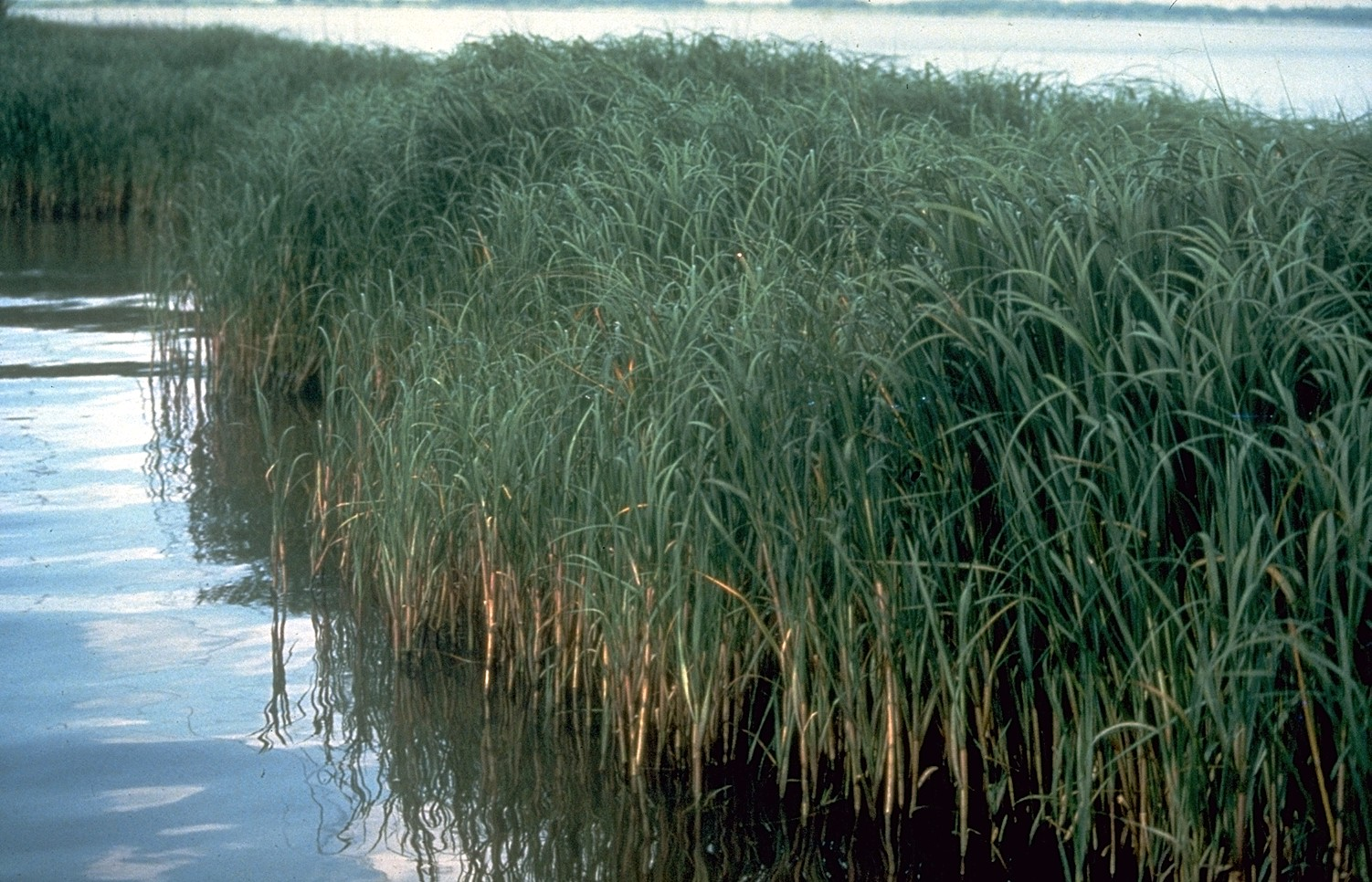
Spartina alterniflora. Родом из восточного побережья США. Считается злостным сорняком на северо-западе Тихого океана.

Побережье является очень привлекательным природным объектом для человека благодаря своей красоте, ресурсам и доступности. По оценкам, по состоянию на 2002 год более половины населения мира проживало в пределах 60 км прибрежной береговой линии, что делает прибрежные территории весьма уязвимыми для воздействия человека в результате повседневной деятельности, которая оказывает давление на окружающую природную среду. В прошлом солёные марши воспринимались как прибрежные «пустыни», что приводило к значительным потерям и изменениям этих экосистем в результате освоения земель для сельского хозяйства, городского развития, добычи соли и отдыха. Косвенные последствия деятельности человека, такие как эвтрофикация, также играют важную роль в районе солёных маршей. Солёные марши могут пострадать от вымирания верховных маршей и вымирания низинных маршей. По оценкам исследования, опубликованного в 2022 году, 22 % исчезновения солёных маршей в период с 1999 по 2019 год было вызвано прямыми человеческими факторами, определяемыми как наблюдаемая деятельность, происходящая в месте обнаруженного изменения, такая как переход к аквакультуре, сельскому хозяйству, освоению прибрежных зон или другим физическим воздействиям. Кроме того, 30 % прироста солончаков за тот же период также было обусловлено прямыми факторами, такими как мероприятия по восстановлению или модификации прибрежных зон для содействия обмену приливов и отливов.

### Мелиорация земель
Рекультивация земель для сельского хозяйства путём преобразования болот в возвышенности исторически была обычной практикой. Дамбы часто строились, чтобы учесть этот сдвиг в изменении земель и обеспечить защиту от наводнений вглубь страны. В последнее время приливные отмели также были освоены. На протяжении веков домашний скот, такой как овцы и крупный рогатый скот, пасся на очень плодородных землях солёных маршей. Мелиорация земель для сельского хозяйства привела ко многим изменениям, таким как изменения в структуре растительности, отложениям осадков, засоленности, расходу воды, утрате биоразнообразия и высокому поступлению питательных веществ. Было предпринято много попыток искоренить эти проблемы, например, в Новой Зеландии был завезен споробол Spartina anglica из Англии в устье реки Манавату в 1913 году, чтобы попытаться вернуть земли устья для ведения сельского хозяйства. Сдвиг структуры от голой приливной равнины к пастбищам произошёл в результате увеличения отложений, и вид распространился на другие устья вокруг Новой Зеландии. Аборигенные растения и животные боролись за выживание, поскольку инвазивные чужаки вытесняли их. В настоящее время предпринимаются усилия по удалению этих видов Споробола, поскольку ущерб постепенно осознается.
В устье реки Блит в Саффолке на востоке Англии мелиорации среднего устья (болота Анхель и Балкэмп), которые были заброшены в 1940-х годах, были заменены приливными отмелями с уплотненными почвами, оставшимися в результате сельскохозяйственного использования, покрытыми тонким слоем ила. За последние 60-75 лет произошла небольшая колонизация растительности, что объясняется сочетанием возвышений поверхности, слишком низких для развития видов-первопроходцев, и плохого дренажа из уплотненных сельскохозяйственных почв, действующих как водоупор. Наземные почвы такого типа должны перейти от пресной к солёной поровой воде за счёт изменения химического состава и структуры почвы, сопровождаемого свежим отложением устьевых отложений, прежде чем сможет утвердиться солончаковая растительность. Структуру растительности, видовое богатство и состав растительных сообществ солончаков, естественным образом восстанавливающихся на мелиорированных сельскохозяйственных землях, можно сравнить с соседними эталонными солончаками, чтобы оценить успех регенерации болот.

### Сельское хозяйство вверх по течению
Обработка земель выше по течению от солончаков может привести к увеличению поступления ила и повышению скорости нарастания первичных отложений на приливных отмелях, так что виды-первопроходцы могут распространиться дальше на отмели и быстро расти вверх от уровня приливного затопления. В результате болотные поверхности в этом режиме могут иметь обширный обрыв на краю моря. В устье острова Плам, штат Массачусетс (США), стратиграфические керны показали, что в течение 18 и 19 веков болото распространилось по сублиторальным и илистым равнинам, увеличившись в площади с 6 км2 до 9 км2 после того, как европейские поселенцы вырубили леса вверх по течению и увеличили скорость поступления наносов.

### Городское развитие и загрязнением азотом

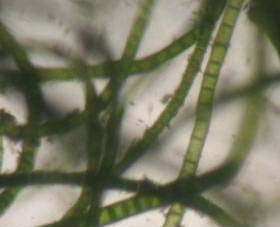
Chaetomorpha linum — распространенная морская водоросль, обитающая в солончаках.

Преобразование болотистых местностей в возвышенности для сельского хозяйства в прошлом столетии было омрачено преобразованием для городского развития. Прибрежные города по всему миру вторглись на бывшие солончаки, а в США рост городов стал искать места для захоронения отходов в солончаках. Загрязнение эстуариев органическими, неорганическими и токсичными веществами в результате городского развития или индустриализации является всемирной проблемой, и отложения в солончаках могут уносить это загрязнение с токсическим воздействием на виды флоры и фауны. Городское развитие солончаков замедлилось примерно с 1970 года из-за растущего осознания экологическими группами того, что они предоставляют полезные экосистемные услуги. Это высокопродуктивные экосистемы, и если чистая продуктивность измеряется в г- 2 год −1, с ними могут сравниться только влажные тропические леса. Кроме того, они могут помочь уменьшить волновую эрозию морских дамб, предназначенных для защиты низменных участков суши от волновой эрозии.
Разрешение природных границ солёных маршей со стороны суши в результате вторжения городов или промышленности может иметь негативные последствия. В устье реки Эйвон-Хиткот/Ихутай, Новая Зеландия, обилие видов и физические свойства окружающих окраин были тесно связаны, и было обнаружено, что большая часть солончаков обитает вдоль территорий с естественными окраинами в Эйвоне/Отакаро и Опавахо/ Выходы рек Хиткот; и наоборот, искусственные окраины содержали мало болотной растительности и ограничивали отступление к суше. Остальные болота, окружающие эти городские районы, также находятся под огромным давлением со стороны человеческого населения, поскольку антропогенное обогащение азотом проникает в эти места обитания. Нагрузка азота в результате использования человеком косвенно влияет на солончаки, вызывая изменения в структуре растительности и инвазию чужеродных видов.
Такие антропогенные воздействия, как сточные воды, городские стоки, сельскохозяйственные и промышленные отходы, попадают в болота из близлежащих источников. Слёные марши ограничены азотом, и с увеличением уровня питательных веществ, поступающих в систему в результате антропогенного воздействия, виды растений, связанные с солончаками, реструктурируются за счет изменения конкуренции. Например, на солончаках Новой Англии наблюдается сдвиг в структуре растительности: S. alterniflora распространяется из нижних болот, где они преимущественно обитают, в верхнюю болотную зону. Кроме того, на тех же болотах тростник Phragmites australis вторгся в ареал, распространившись на более низкие болота и став доминирующим видом. P. australis — агрессивный галофит, который может в больших количествах проникать на нарушенные территории, вытесняя местные растения. Эта потеря биоразнообразия наблюдается не только у флоры, но и у многих животных, таких как насекомые и птицы, поскольку изменяются их среда обитания и пищевые ресурсы.

### Повышение уровня моря
Из-за таяния арктического морского льда и теплового расширения океанов в результате глобального потепления уровень моря начал повышаться. Прогнозируется, что, как и в случае со всеми береговыми линиями, такое повышение уровня воды негативно повлияет на солёные марши, затопив и размыв их. Повышение уровня моря приводит к увеличению количества зон открытой воды в солёных маршах. Эти зоны вызывают эрозию по краям, что приводит к дальнейшей эрозии болота в открытую воду, пока все болото не распадется.
Хотя солёные марши подвержены угрозам повышения уровня моря, они также представляют собой чрезвычайно динамичную прибрежную экосистему. На самом деле солёные марши могут справиться с повышением уровня моря: к 2100 году средний уровень моря может увеличиться на 0,6-1,1 метра. Марши подвержены как эрозии, так и аккреции, что играет роль в так называемой биогеоморфической обратной связи. Растительность солёных маршей захватывает осадки и остаётся в системе, что, в свою очередь, позволяет растениям лучше расти и, таким образом, растения лучше улавливают осадки и накапливают больше органических веществ. Эта петля положительной обратной связи потенциально позволяет уровням дна солёных маршей идти в ногу со скоростью повышения уровня моря. Однако эта обратная связь также зависит от других факторов, таких как продуктивность растительности, поступление наносов, проседание земель, накопление биомассы, а также сила и частота штормов. В исследовании, опубликованном Ü. S. N. Best в 2018 году, было обнаружено, что биоаккумуляция является фактором номер один в способности солончаков не отставать от SLR-уровня. Устойчивость солёного марша зависит от того, насколько скорость повышения уровня дна будет выше, чем скорость повышения уровня моря, в противном случае болото будет захвачено и затоплено.
Накопление биомассы можно измерить в форме надземного накопления органической биомассы и подземного неорганического накопления посредством улавливания осадков и осаждения осадков из взвеси. Растительность солёных маршей способствует увеличению осаждения отложений, поскольку замедляет скорость течения, разрушает турбулентные водовороты и помогает рассеивать энергию волн. Виды болотных растений известны своей толерантностью к повышенному воздействию соли из-за обычного затопления болот. Такие растения называются галофитами. Галофиты являются важной частью биоразнообразия солончаков и их потенциала приспосабливаться к повышенному уровню моря. При повышенном уровне моря растительность солёных маршей, вероятно, будет более подвержена более частым наводнениям, и она должна быть адаптируемой или толерантной к последующему повышению уровня солёности и анаэробным условиям. Существует общий предел высоты (над уровнем моря) для выживания этих растений: любое место ниже оптимальной линии приведёт к бескислородным почвам из-за постоянного затопления, а слишком высокое значение выше этой линии будет означать опасный уровень засоления почвы из-за высокой скорости суммарного испарения в результате уменьшения погружения под воду. Наряду с вертикальным нарастанием отложений и биомассы необходимо также учитывать пространство для зарастания болотистых земель. Пространство для размещения — это земля, доступная для накопления дополнительных отложений и болотной растительности для латеральной колонизации. Это боковое пространство размещения часто ограничено антропогенными сооружениями, такими как прибрежные дороги, дамбы и другие формы освоения прибрежных земель. Исследование Лизы М. Шиле, опубликованное в 2014 году, показало, что при различных темпах повышения уровня моря болота с высокой продуктивностью растений были устойчивы к повышению уровня моря, но все они достигли апогея, когда было необходимо пространство для постоянного выживания. Наличие жилого пространства позволяет формировать новые среды обитания среднего и высокого уровня, а болотам избегать полного затопления.

### Борьба с комарами
Ранее в 20 веке считалось, что осушение солёных маршей поможет сократить популяцию комаров, таких как Aedes taeniorhynchus. Во многих местах, особенно на северо-востоке США, жители, а также местные и государственные учреждения вырыли прямолинейные канавы глубоко в болотистые равнины. Конечным результатом, однако, стало истощение среды обитания карповых рыб, называемых киллифиш. Рыбы-киллифиш являются хищником комаров, поэтому потеря среды обитания фактически привела к увеличению популяции комаров и отрицательно повлияла на группу болотных птиц, называемых Вейдеры, которые охотились на киллифишей. Эти канавы всё ещё можно увидеть, несмотря на некоторые попытки их засыпать.

## Крабовое травоядность и биотурбация

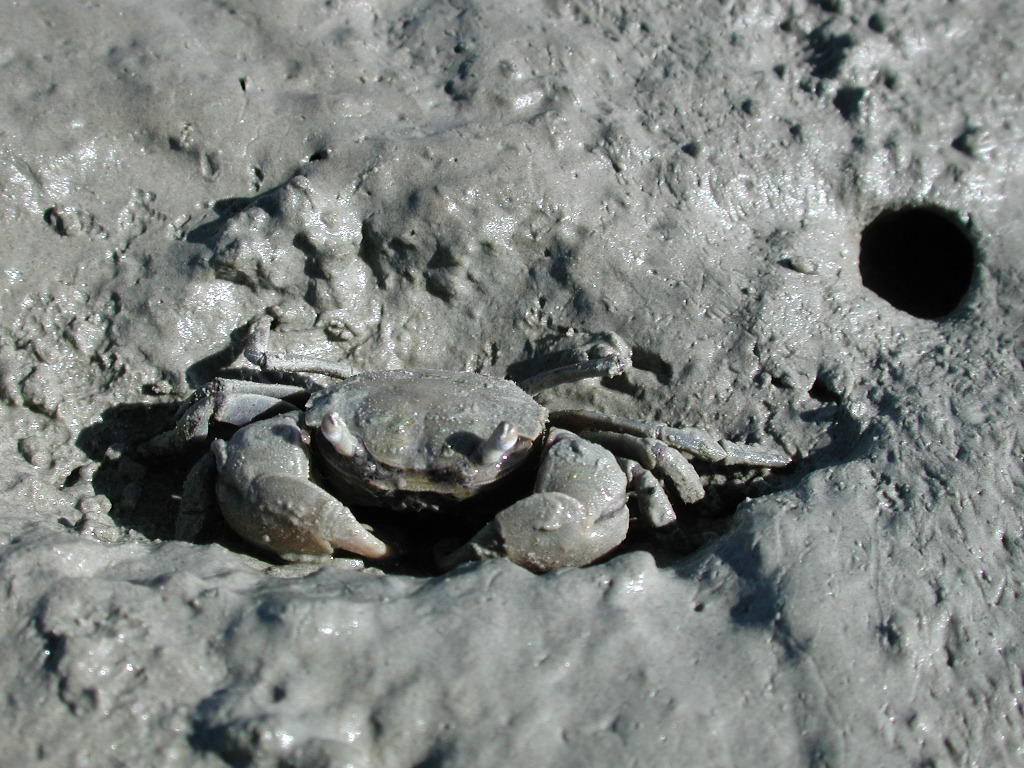
Крабы, такие как показанный здесь грязевой краб Helice crassa из Новой Зеландии, занимают особую нишу в экосистемах солончаков.

Повышенное поглощение азота болотными видами в листьях может привести к увеличению скорости роста листьев в зависимости от длины и увеличению степени травоядности крабов. Роющий краб Neohelice granulata часто встречается в солончаках на юго-западе Атлантического океана, где популяции с высокой плотностью можно обнаружить среди популяций болотных видов Spartina densiflora и Sarcocornia perennis. В лагуне Мар-Чикита, к северу от Мар-дель-Плата, Аргентина, численность травоядных Neohelice granulata увеличилась, что, вероятно, является ответом на повышенную питательную ценность листьев на удобренных участках Spartina densiflora по сравнению с неудобренными участками. Независимо от того, были ли участки удобрены или нет, выпас Neohelice granulata также снижал скорость роста листьев по длине летом, одновременно увеличивая скорость их старения по длине. Возможно, этому способствовала повышенная эффективность грибков на ранах, оставленных крабами..
В солёных маршах Кейп-Код, штат Массачусетс (США), наблюдается вымирание видов Spartina на берегах ручьев. (кордграсс), который краб Sesarma reticulatum отнес к травоядным. На 12 обследованных участках солончаков Кейп-Код на 10-90 % берегов ручьев наблюдалось отмирание кордовой травы в связи с сильно оголенным субстратом и высокой плотностью крабовых нор. Популяции Sesarma reticulatum растут, возможно, в результате деградации прибрежной пищевой сети в регионе. Голые участки, оставленные в результате интенсивного выпаса кордовой травы Sesarma reticulatum на Кейп-Коде, пригодны для обитания другого роющего краба, Uca pugnax, который, как известно, не потребляет живые макрофиты. Было показано, что интенсивная биотурбация отложений солёных маршей в результате роющей деятельности этого краба резко снижает успешность прорастания семян Spartina alterniflora и Suaeda maritima и установленную выживаемость проростков либо за счёт захоронения или обнажения семян, либо за счет выкорчевывания или захоронения укоренившихся сеянцев. Однако биотурбация крабов может иметь и положительный эффект. В Новой Зеландии грязевой краб Helice crassa получил величественное прозвище «инженер экосистемы» за его способность создавать новые среды обитания и изменять доступ питательных веществ для других видов. Их норы обеспечивают путь для транспортировки растворенного кислорода в воде норы через кислородный осадок стенок норы в окружающий бескислородный осадок, что создает идеальную среду обитания для особых бактерий, участвующих в цикле азота. Эти нитратредуцирующие (денитрифицирующие) бактерии быстро поглощают растворенный кислород, поступающий в стенки норы, создавая более тонкий слой грязи, содержащей кислород, чем на поверхности грязи. Это обеспечивает более прямой путь диффузии для экспорта азота (в форме газообразного азота (N 2)) в смывную приливную воду.

## Реставрация и управление

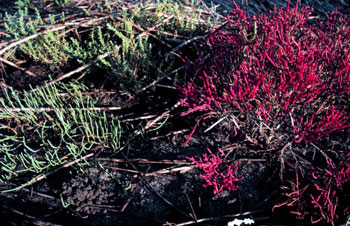
Стеклянница (Salicornia spp.) — вид, эндемичный для высокогорной болотной зоны.

Восприятие заливных солёных маршей как прибрежной «пустоши» с тех пор изменилось, признав, что они являются одной из самых биологически продуктивных сред обитания на Земле, конкурируя с тропическими лесами. Солёные марши имеют экологическое значение, обеспечивая среду обитания для местных мигрирующих рыб и выступая в качестве защищенных мест для кормления и нагула. В настоящее время во многих странах они защищены законодательством, чтобы предотвратить потерю этих экологически важных мест обитания. В Соединённых Штатах и Европе им теперь предоставлен высокий уровень защиты в соответствии с Актом о чистой воде и Директивой о средах обитания соответственно. Теперь, когда стало понятно влияние этих мест обитания и их важность, возник растущий интерес к восстановлению солёных маршей посредством управляемого отступления или мелиорации земель. Однако многим азиатским странам, таким как Китай, все ещё необходимо признать ценность болотных биотопов. Учитывая постоянно растущее население и интенсивное развитие вдоль побережья, ценность солёных маршей, как правило, игнорируется, и земли продолжают осваиваться.
Баккер и др. (1997) предлагает два варианта восстановления солёных маршей. Первый — отказаться от всякого вмешательства человека и предоставить солёным маршам возможность завершить своё естественное развитие. Подобные проекты восстановления часто оказываются безуспешными, поскольку растительность имеет тенденцию изо всех сил пытаться вернуться к своей первоначальной структуре, а естественные циклы приливов и отливов смещаются из-за изменений на суше. Второй вариант, предложенный Bakker и др. (1997) заключается в восстановлении разрушенной среды обитания в её естественном состоянии либо на исходном участке, либо в качестве замены на другом участке. В естественных условиях восстановление может занять 2-10 лет или даже дольше в зависимости от характера и степени нарушения, а также относительной зрелости болота. Болота на первых стадиях развития восстанавливаются быстрее, чем зрелые, поскольку они часто первыми колонизируют землю. Восстановление часто можно ускорить за счёт пересадки местной растительности.

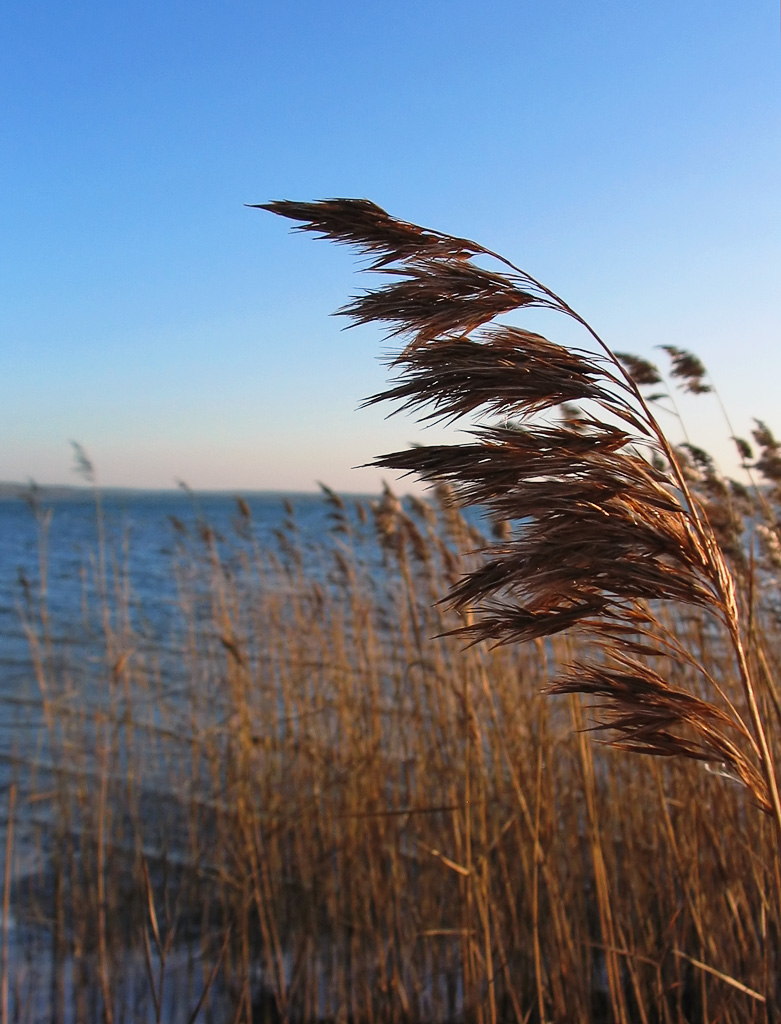
Тростник обыкновенный (Phragmites australis)— инвазивный вид, обитающий в деградированных болотах на северо-востоке США

Этот последний подход часто является наиболее практикуемым и, как правило, более успешным, чем естественное восстановление территории без участия человека. Солёные марши в штате Коннектикут в США уже давно являются территорией, которую запрещено засыпать и выкапывать. В 1969 году был принят Закон о приливных водно-болотных угодьях, который прекратил эту практику, но, несмотря на введение запрета, система продолжила деградировать из-за изменений в приливных потоках. Одна из областей Коннектикута — болота на острове Барн. Эти болота были обвалованы дамбами, а затем в 1946—1966 годах засыпаны солью и солоноватыми болотами.В результате болото перешло в пресноводное состояние, и в нём стали доминировать инвазивные виды P. australis, Typha angustifolia и T. latifolia, которые имеют мало экологической связи с этой территорией.
К 1980 году была запущена программа реставрации, которая действует уже более 20 лет. Эта программа направлена на воссоединение болот путем возвращения приливных потоков, а также экологических функций и характеристик болот в исходное состояние. В случае с островом Барн было начато сокращение количества инвазивных видов, восстанавливая приливно-болотную растительность вместе с видами животных, такими как рыбы и насекомые. Этот пример подчеркивает, что для эффективного восстановления систем солёных мрашей необходимо значительное время и усилия. Сроки восстановления солёных маршей зависят от стадии развития болота, типа и степени нарушения, географического положения, а также факторов экологического и физиологического стресса для связанной с болотами флоры и фауны.
Хотя на восстановление солёных маршей во всем мире было приложено много усилий, необходимы дальнейшие исследования. Существует множество неудач и проблем, связанных с восстановлением болот, которые требуют тщательного долгосрочного мониторинга. Необходимо понимать и отслеживать информацию обо всех компонентах экосистемы солёных маршей, начиная от седиментации, питательных веществ и приливных влияний и заканчивая моделями поведения и толерантностью видов как флоры, так и фауны. Как только будет достигнуто лучшее понимание этих процессов, и не только на местном, но и в глобальном масштабе, тогда можно будет предпринять более разумные и практические усилия по управлению и восстановлению, чтобы сохранить эти ценные болота и вернуть их в исходное состояние.
Несмотря на то, что люди проживают вдоль береговой линии, всегда будет существовать возможность антропогенного вмешательства, несмотря на количество усилий по восстановлению, которые мы планируем реализовать. Дноуглубительные работы, трубопроводы для морских нефтяных ресурсов, строительство автомагистралей, случайные разливы токсичных веществ или просто небрежность — вот примеры, которые в течение некоторого времени сейчас и в будущем будут основными факторами, влияющими на деградацию солёных маршей.

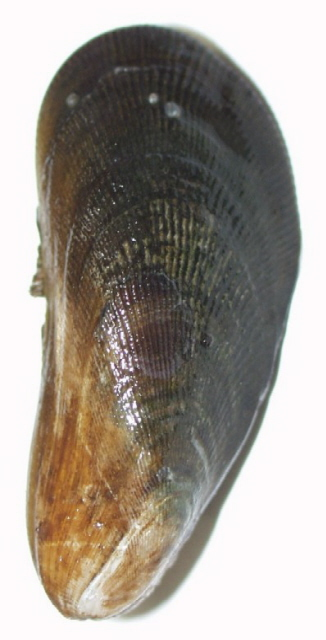
Атлантическая ребристая мидия, найденная в низинном болоте.

Помимо восстановления и управления системами солёных маршей на основе научных принципов, следует использовать возможность информировать общественность об их биологической важности и назначении в качестве естественного буфера для защиты от наводнений. Поскольку солёные марши часто расположены рядом с городскими районами, они, вероятно, будут принимать больше посетителей, чем отдаленные водно-болотные угодья. Физически видя болото, люди с большей вероятностью обращают внимание и лучше осведомлены об окружающей среде. Пример участия общественности произошёл в Государственном морском заповеднике Фамоза-Слаув Сан-Диего, где группа «друзей заповедника» работала более десяти лет, пытаясь предотвратить застройку этого района. В конце концов, участок 5 гектаров был куплен городом, и группа вместе работала над восстановлением территории. Проект включал удаление инвазивных видов и засадку местными видами, а также публичные беседы с другими местными жителями, частые прогулки с птицами и мероприятия по уборке.

## Методы исследования
Существует широкий спектр и сочетание методологий, используемых для понимания гидрологической динамики солёных маршей и их способности улавливать и накапливать отложения. Часто используются ловушки для отложенийдля измерения скорости прироста поверхности болота, когда требуется кратковременное исследование (например, менее одного месяца). Эти круглые ловушки состоят из предварительно взвешенных фильтров, которые прикрепляются к поверхности болота, затем высушиваются в лаборатории и повторно взвешиваются для определения общего количества отложенных осадков.
Для долгосрочных исследований (например, более одного года) исследователи могут предпочесть измерить прирост отложений с помощью графиков маркерных горизонтов. Маркерные горизонты состоят из минерала, такого как полевой шпат, который заглублен на известную глубину в субстрате водно-болотных угодий, чтобы регистрировать увеличение количества вышележащего субстрата в течение длительных периодов времени. Чтобы измерить количество отложений, взвешенных в толще воды, вручную или автоматически пробы приливной воды можно пролить через предварительно взвешенные фильтры в лаборатории, а затем высушить, чтобы определить количество осадка на объём воды.
Другой метод оценки концентрации взвешенных отложений заключается в измерении мутности воды с использованием оптических датчиков обратного рассеяния, которые можно калибровать по пробам воды, содержащим известную концентрацию взвешенных отложений, чтобы установить регрессионную зависимость между ними. Высота поверхности болота может быть измерена с помощью нивелирной рейки и транзита, электронного теодолита, кинематической глобальной системы позиционирования в реальном времени, лазерного уровня или электронного дальномера (тахеометра). Гидрологическая динамика включает в себя глубину воды, измеряемую автоматически с помощью датчика давления или с помощью размеченного деревянного столба и скорость воды, часто с использованием измерителей электромагнитного тока.